# Feliks Balcerzak
Feliks Balcerzak (ur. 3 listopada 1910 w Weitmar, zm. 11 sierpnia 1996 w Krośnie) – kapral pilot Wojska Polskiego, instruktor lotniczy, działacz społeczny.

## Życiorys
Syn Józefa i Wiktorii z Lepczyńskich. We Wrześni ukończył szkołę powszechną, a następnie liceum handlowe. Z powodu kryzysu gospodarczego w 1928 roku nie podjął pracy w zawodzie, zatrudniał się jako robotnik niewykwalifikowany.
W 1929 roku zgłosił się ochotniczo do odbycia służby w Wojsku Polskim i otrzymał przydział do 3 pułku lotniczego w Poznaniu. W 1930 roku ukończył kurs pilotażu w Centralnej Szkole Podoficerów Pilotów Lotnictwa. Był zdeterminowany aby zostać pilotem myśliwskim i w 1931 roku odbył w Wyższej Szkole Pilotów w Grudziądzu specjalistyczny kurs pilotażu. Powrócił do służby w 3 pl ale już wkrótce otrzymał skierowanie na kurs instruktorski. Część teoretyczną odbył w Warszawie, a dodatkowe szkolenie pilotażowe i skoki spadochronowe w Radomiu. W 1936 roku został skierowany do Szkoły Podoficerów Lotnictwa dla Małoletnich w Bydgoszczy w charakterze cywilnego instruktora-pilota kontraktowego, w 1938 r. przeniósł się ze szkołą do Krosna.
W sierpniu 1939 roku został zmobilizowany i otrzymał przydział do 4 pułku lotniczego w Toruniu. 5 września, podczas lotu zwiadowczego na samolocie Lublin R.XIII, został ranny i trafił do szpitala w Toruniu. Został ewakuowany przez Warszawę, Lublin do Chełma. 17 września 1939 roku, na wieść o ataku ZSRR na Polskę, podjął próbę przedostania się na Węgry, ale w rejonie Stanisławowa dostał się do sowieckiej niewoli. Udało mu się zbiec i wrócić do Krosna.
W grudniu 1939 roku został zatrudniony w magazynach ze sprzętem wojskowym i żywnością, następnie pracował w prywatnej firmie jako malarz pokojowy. Po wyzwoleniu Krosna przez Armię Czerwoną zgłosił się do służby w Milicji Obywatelskiej. Z czasem został awansowany na stanowisko dowódcy plutonu operacyjnego przy Komendzie Powiatowej MO w Krośnie, brał udział w walkach z oddziałami UPA.
28 września 1945 roku wziął udział w Walnym Zebraniu Założycielskim Aeroklubu Podkarpackiego w Krośnie i został wybrany na członka aeroklubowej Komisji Rewizyjnej. Na początku 1946 roku, w Cywilnej Szkole Pilotów i Mechaników w Ligotce Dolnej ukończył weryfikacyjny kurs instruktorski i pilotażu i został zatrudniony jako pilot ciągowy w krośnieńskim Ośrodku Szkolnym Szybownictwa. W lipcu 1946 roku włączył się do prac nad tworzeniem w aeroklubie sekcji samolotowej. 
Jesienią 1946 roku sekcja samolotowa Aeroklubu Podkarpackiego, pod kierownictwem Feliksa Balcerzaka, zorganizował pierwszy w Krośnie powojenny kurs samolotowy. W późniejszym okresie Balcerzak został mianowany zwiadowcą portu lotniczego w Krośnie i organizował kolejne kursy pilotażu dla szybowcowych z Aeroklubu Podkarpackiego. W 1949 roku, jako żołnierz przedwojennego Wojska Polskiego, został zweryfikowany negatywnie i odsunięty od latania. Znalazł zatrudnienie w Powiatowym Związku Gminnych Spółdzielni „Samopomoc Chłopska” w Krośnie w charakterze handlowca.
W 1956 roku został zrehabilitowany przez Komisję do Spraw Rehabilitacyjnych przy Aeroklubie Podkarpackim. Przeszedł badania lekarskie we wrocławskim Głównym Ośrodku Badań Lotniczo-Lekarskich ale otrzymał licencję instruktora społecznego, która uniemożliwiała mu podjęcie pracy zawodowej jako instruktor aeroklubowy. Pozostał na dotychczasowym stanowisku w „Samopomocy Chłopskiej”, gdzie pracował do momentu przejścia na emeryturę w połowie lat siedemdziesiątych.
Do działania w środowisku lotniczym Feliks Balcerzak powrócił w 1981 roku, kiedy to został jednym z założycieli Klubu Seniorów Lotnictwa im. gen. Ludomiła Rayskiego w Krośnie i jego pierwszym prezesem. Udało mu się bardzo zaktywizować środowisko seniorów lotnictwa, w 1985 roku zorganizował V Zjazd Absolwentów Szkoły Podoficerów Lotnictwa dla Małoletnich oraz Kadry Wojsk Lotniczych do 1939 roku. Funkcję prezesa KSL pełnił do 1995 roku, zrezygnował z niej z powodów zdrowotnych. 

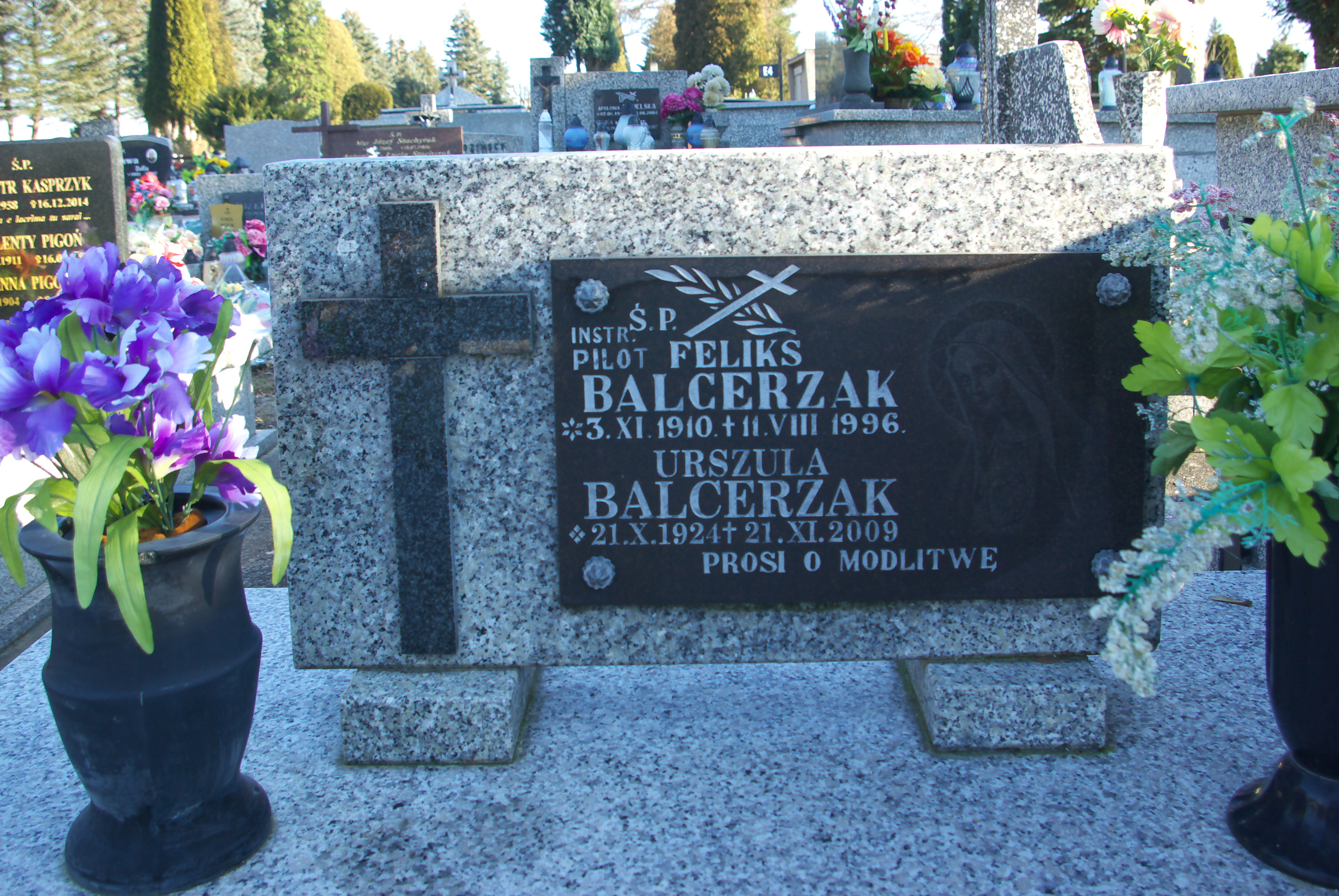
Grobowiec Feliksa Balcerzaka

Zmarł 11 sierpnia 1996 i został pochowany na Cmentarzu Komunalnym w Krośnie (sektor E2, rząd 6, grób 7).

## Odznaczenia
Był odznaczony między innymi: 
- Orderem Polonia Restituta,
- Odznaką za Zasługi dla Aeroklubu Polskiego,
- Odznaką Pilota.

## Życie osobiste
Był dwukrotnie żonaty, z Wiktorią a następnie z Urszulą z domu Sawicka. Z pierwszego małżeństwa miał troje dzieci: córkę Albinę oraz synów Feliksa i Zenona. Wnuk Bogdan kontynuuje lotnicze tradycje rodzinne jako instruktor szybowcowy.